# 蘇州街駅
蘇州街駅（そしゅうがいえき）は、北京市海淀区にある、北京地下鉄10号線の駅。将来的には16号線との乗換駅となる予定である。

## 歴史
- 2007年3月28日、10号線の駅の建設中に建設現場の南東入口のトンネルが崩壊し、作業者6名が生き埋めとなった。
- 2008年7月19日 - 10号線開業。
- 2019年5月13日 - 16号線の構造物完成[1]。
- 2023年12月30日 - 16号線開業[2]。

## 駅構造

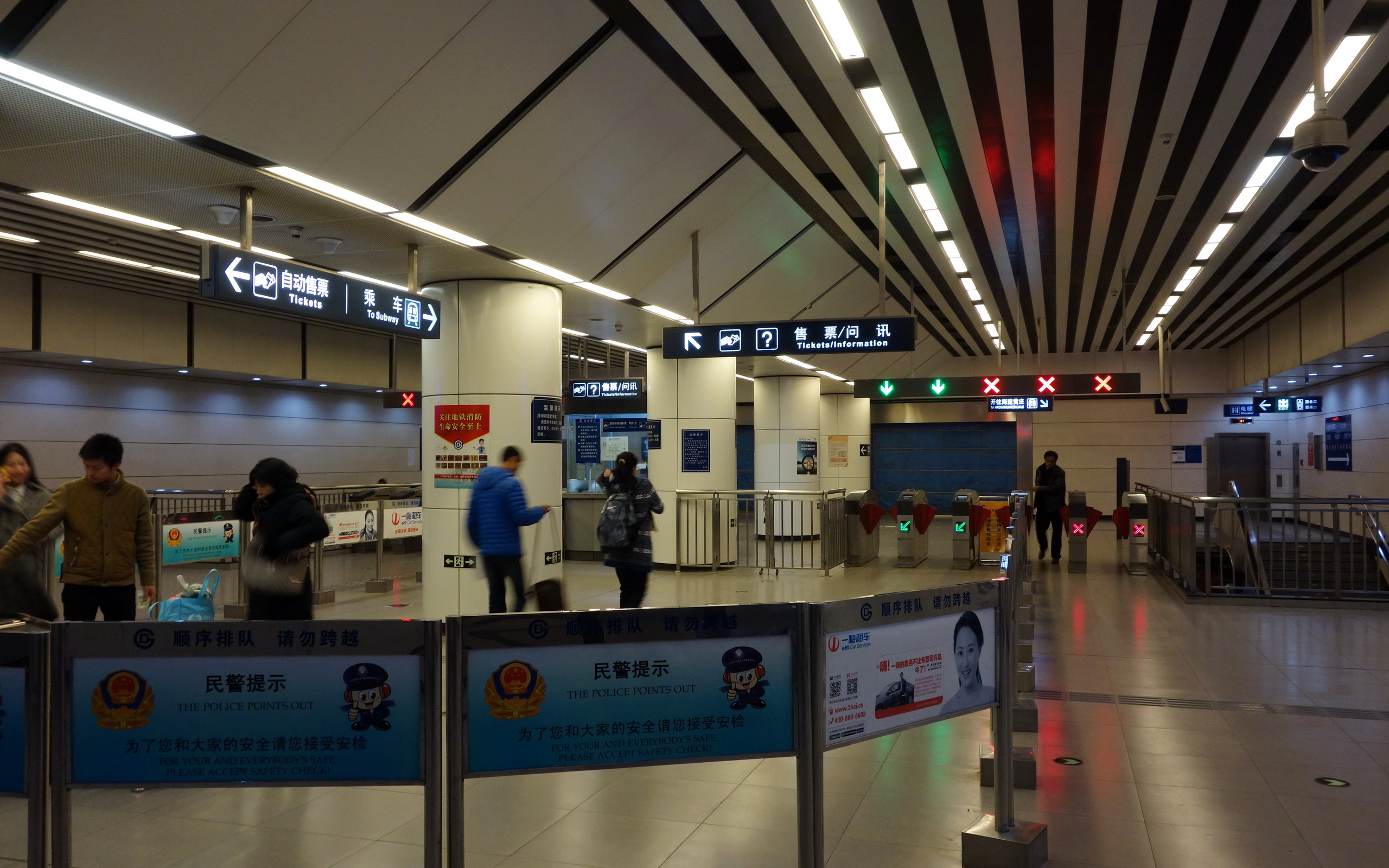
改札階

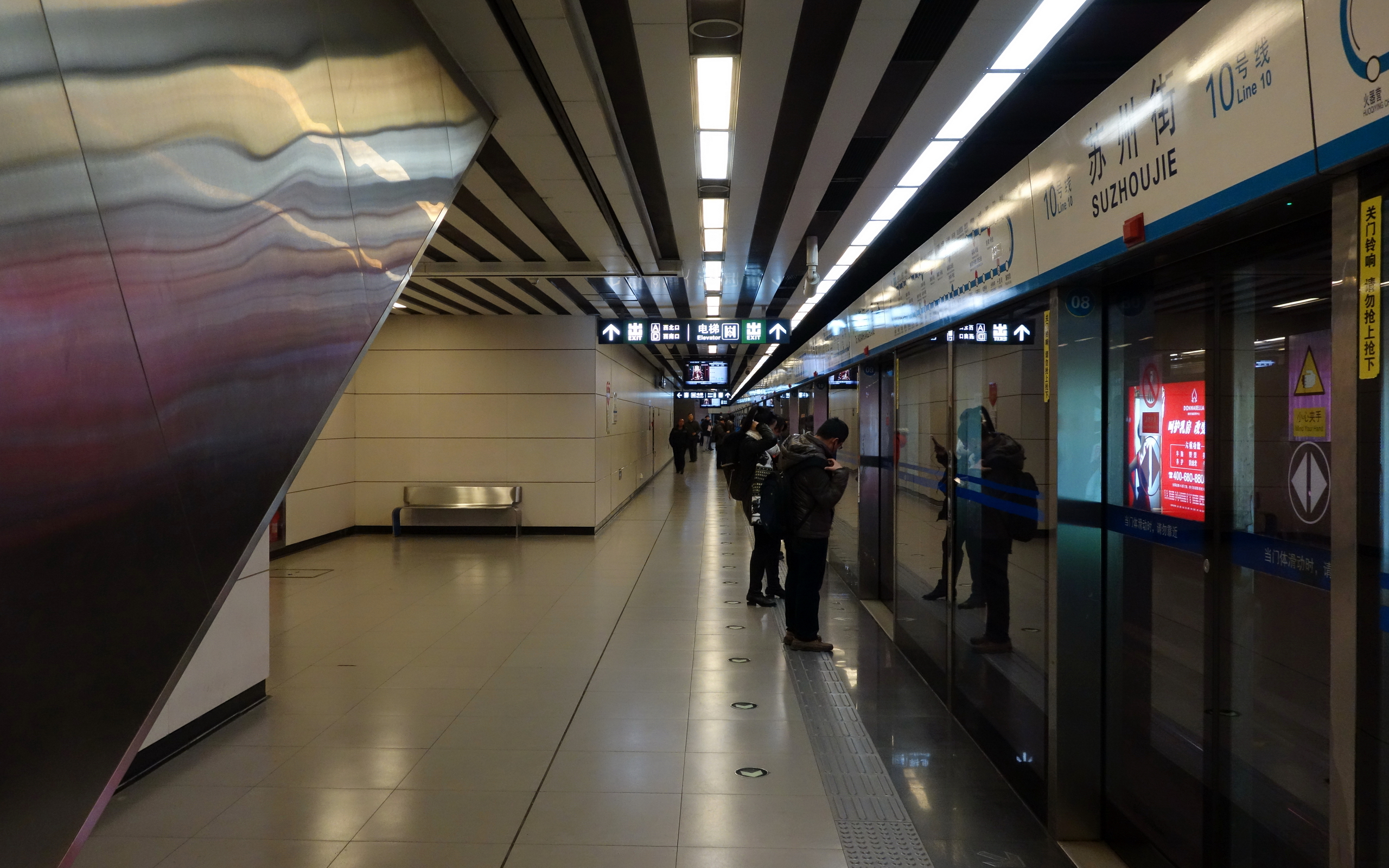
プラットホーム

海淀南路と蘇州街が交わる交差点の真下に位置する地下駅。プラットホームは相対式2面2線を有する。10号線ホームには将来の16号線乗り換えに備えたスペースが4箇所ある。
出口はA〜Gの7箇所ある。

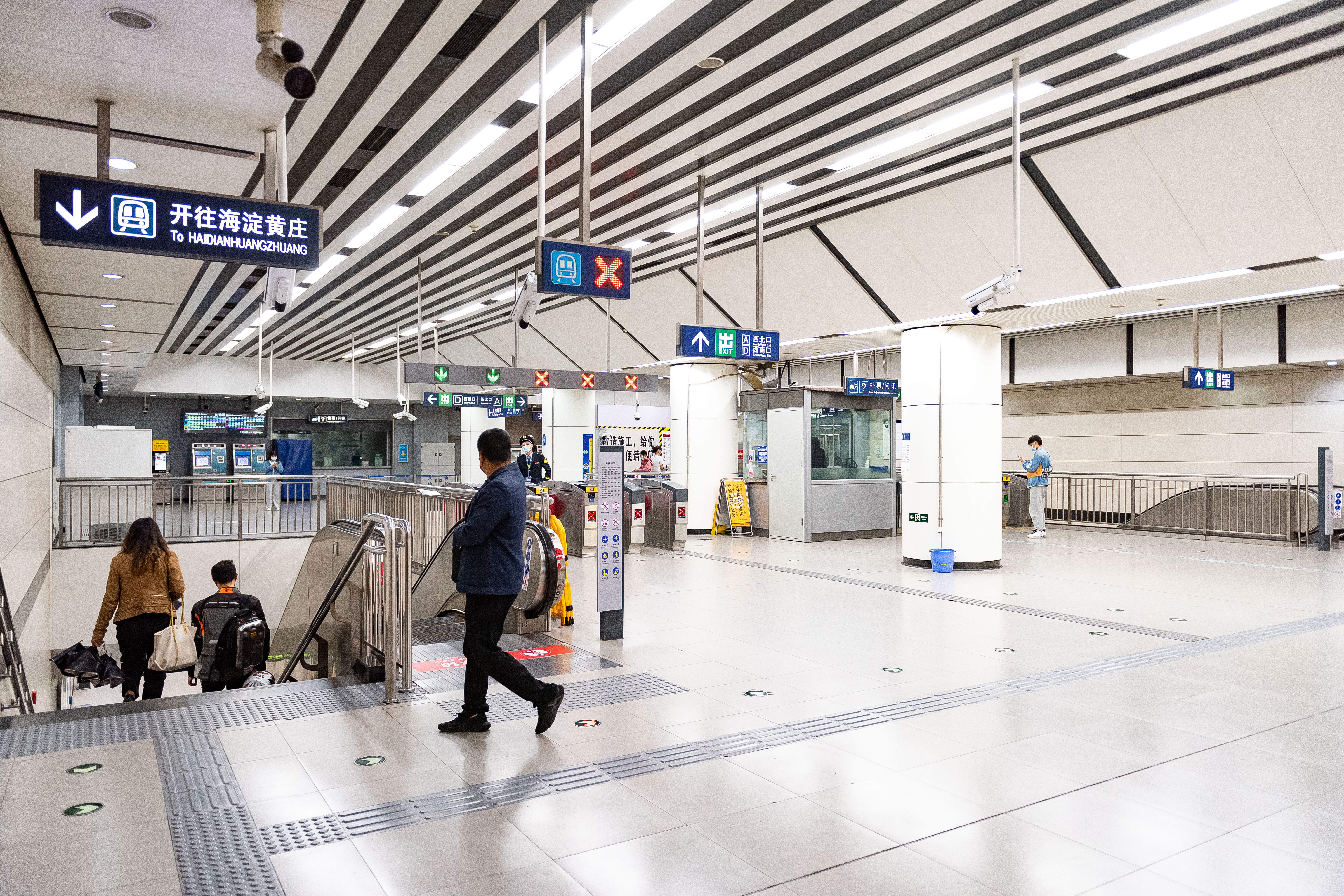
10号線西改札階
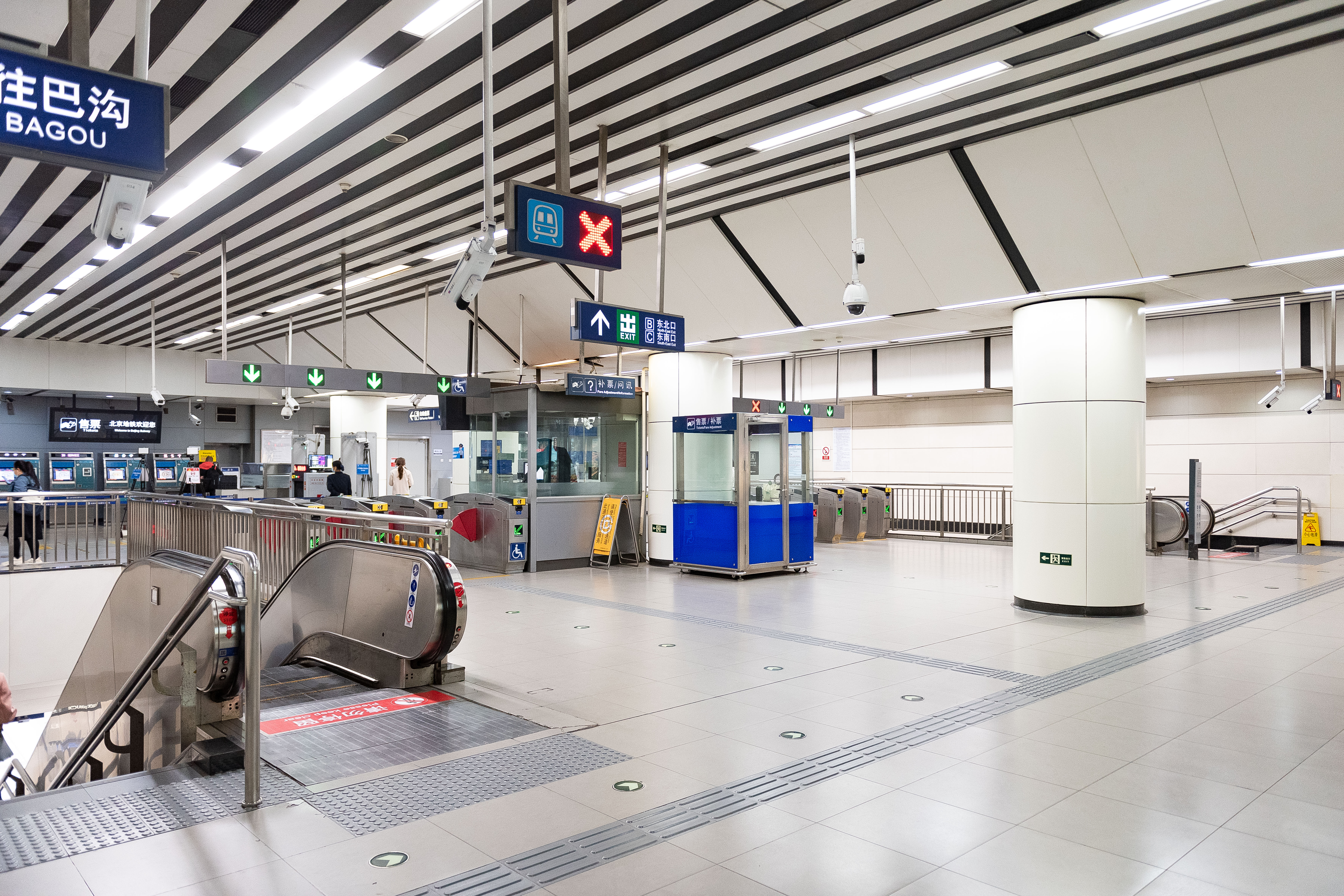
10号線東改札階
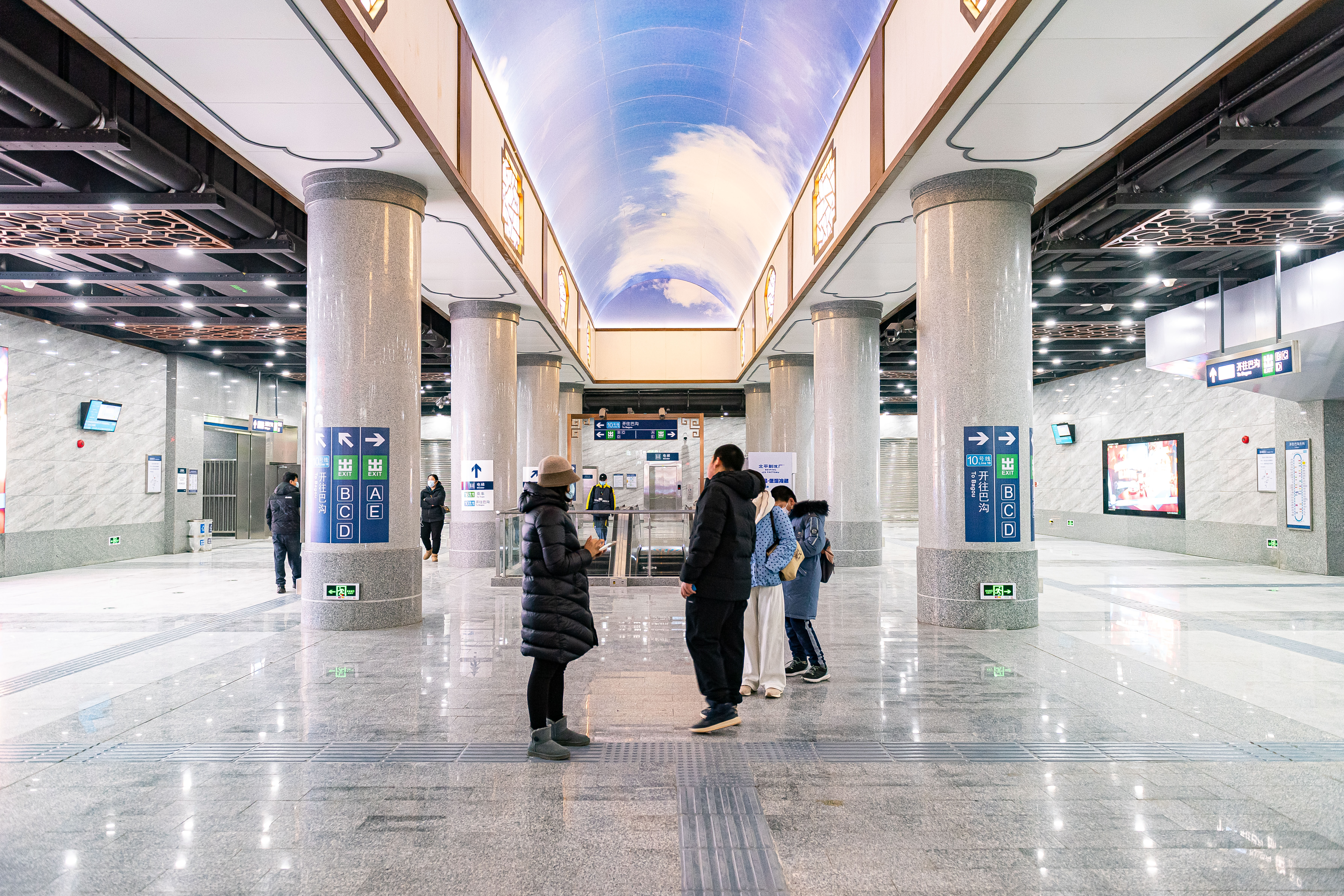
16号線北改札階
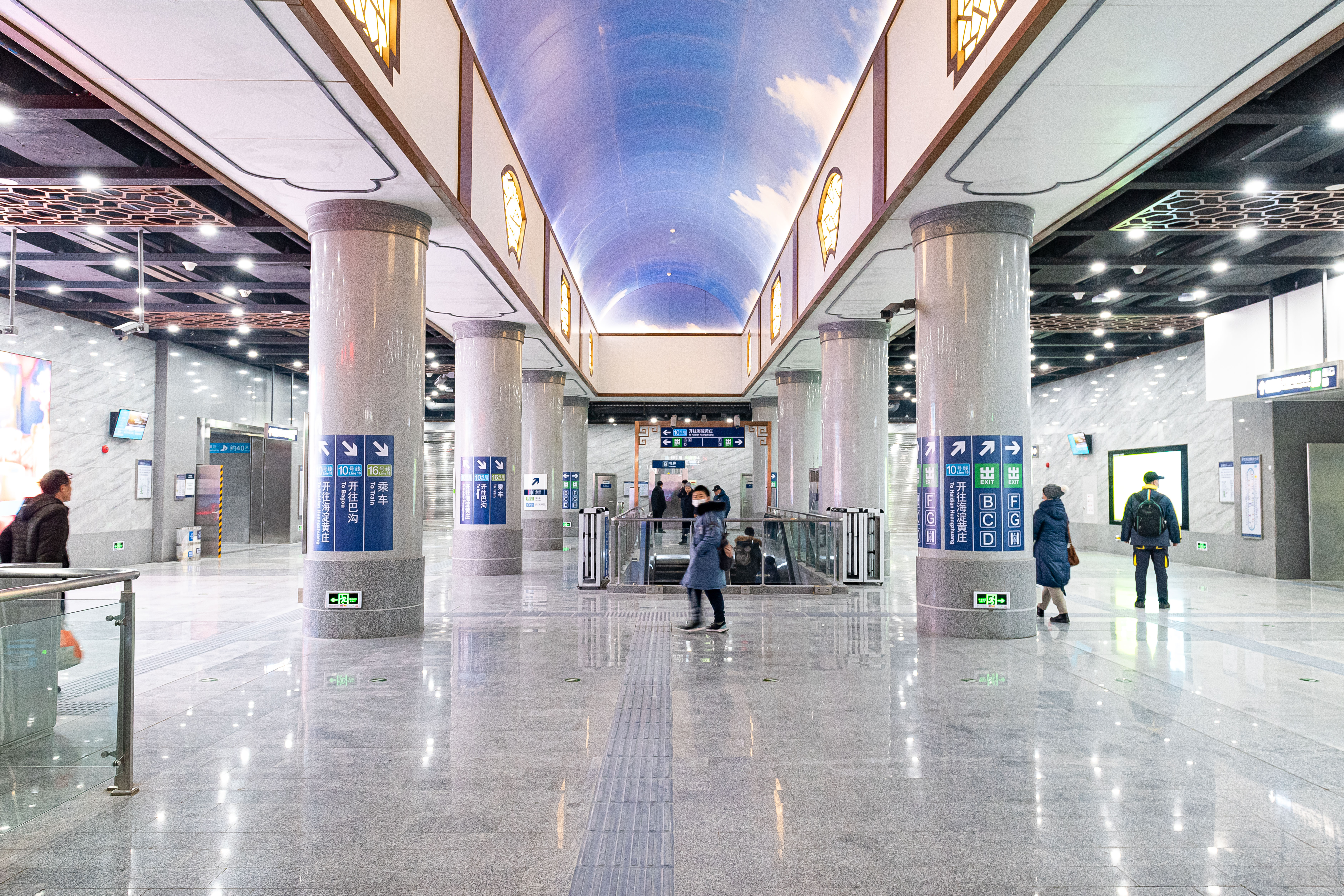
16号線南改札階
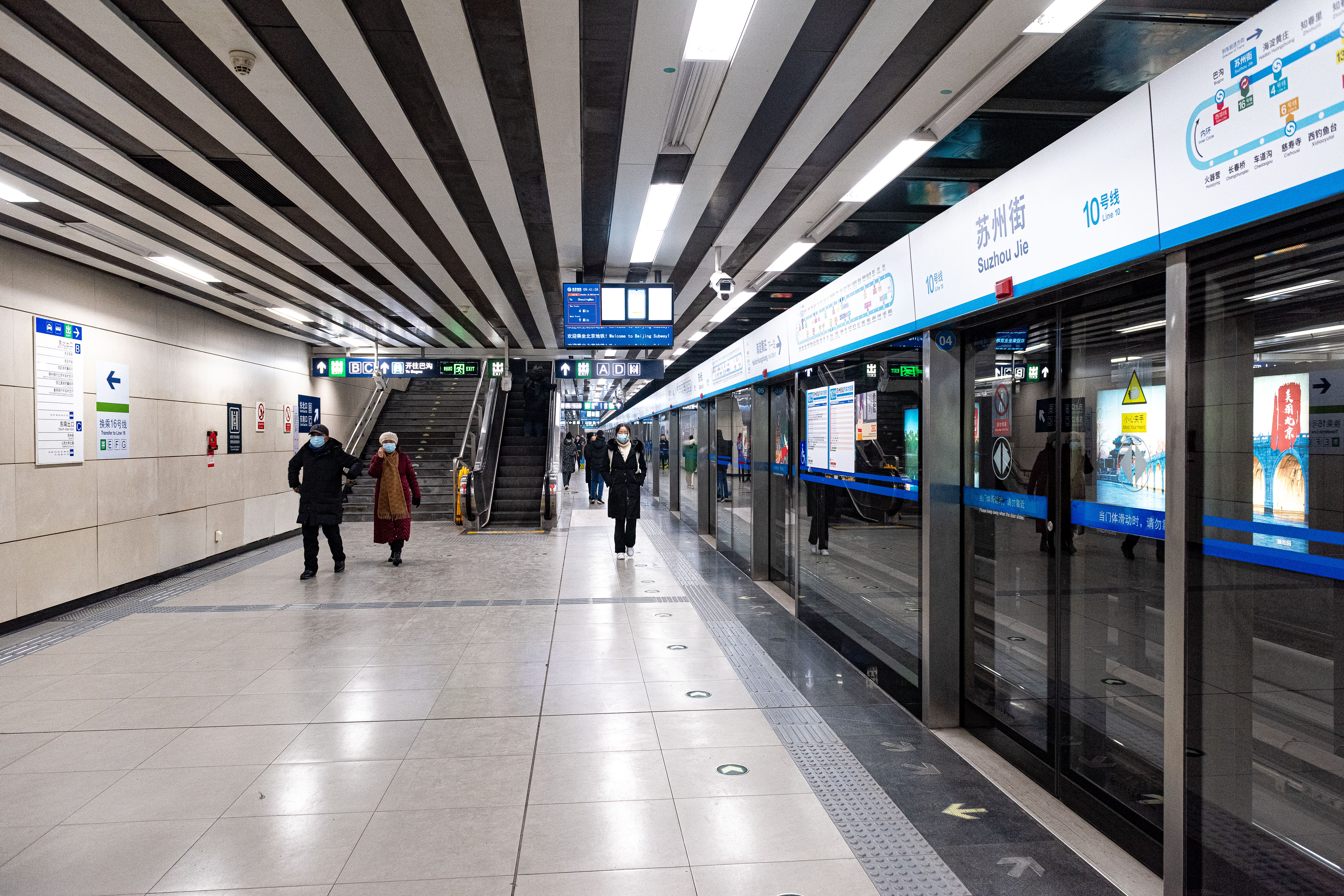
10号線ホーム（内回り）
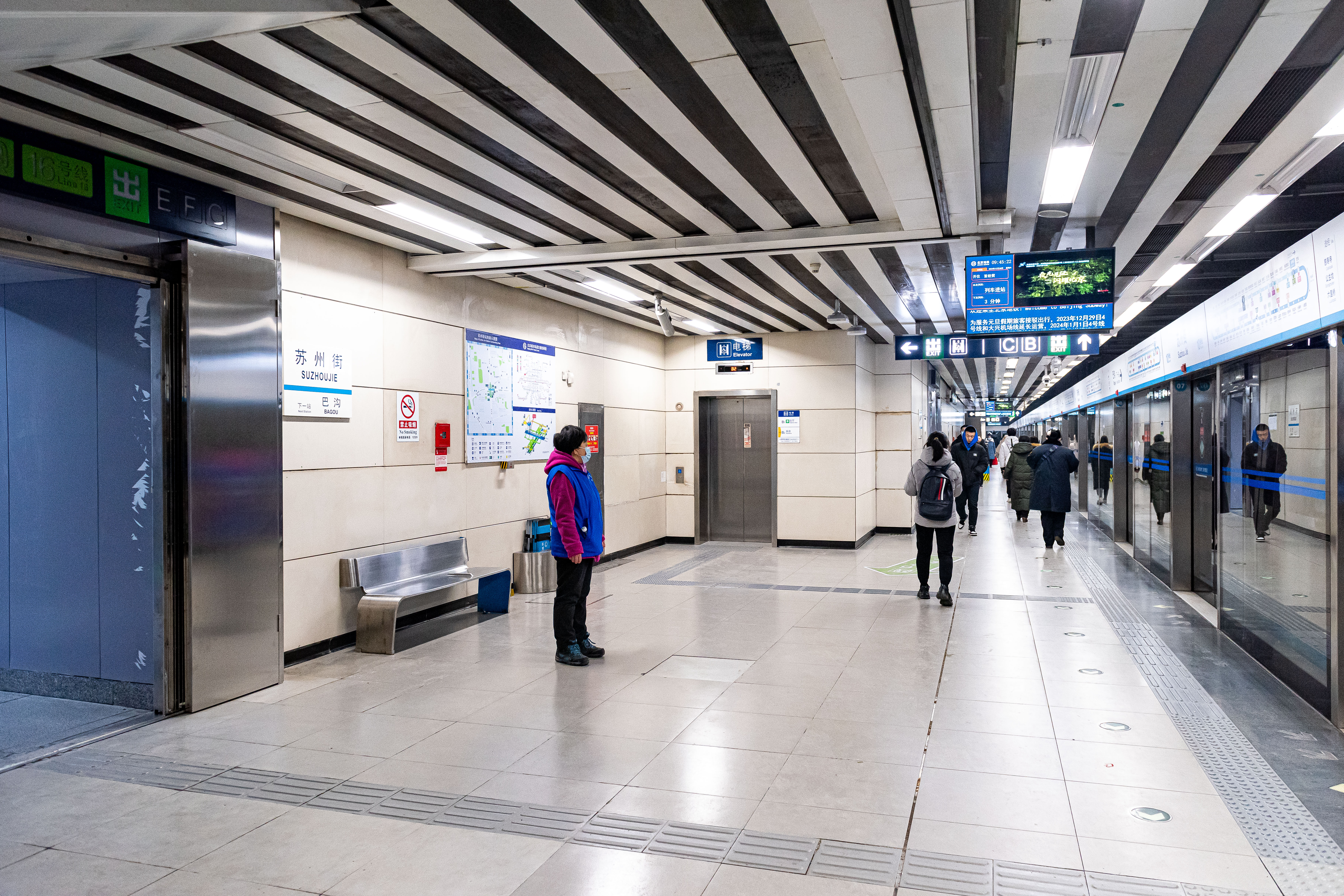
10号線ホーム（外回り）
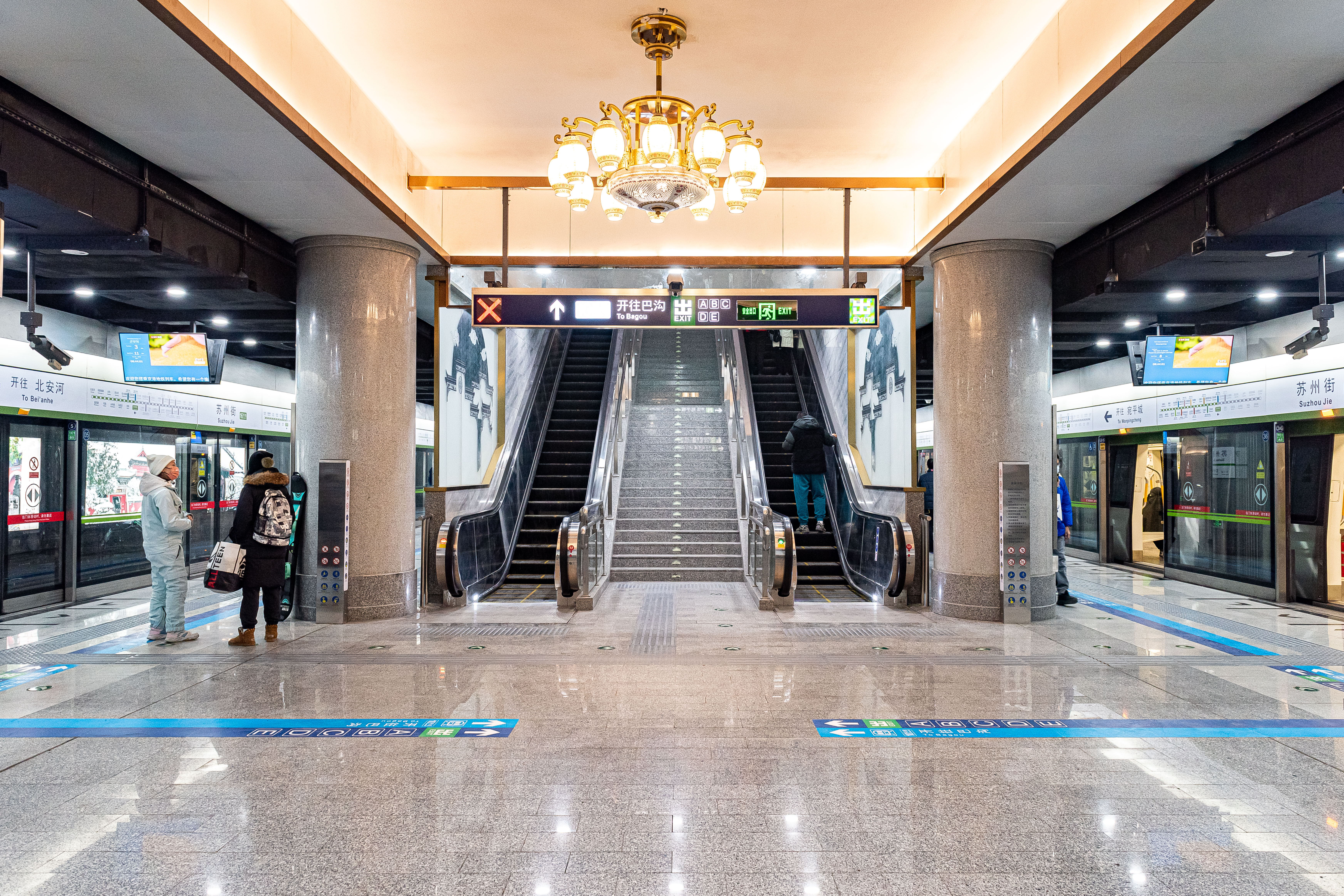
16号線ホーム

### のりば
案内上ののりば番号は設定されていない。
| 内回り | 10号線 | 海淀黄荘・北土城・三元橋方面 |
| 外回り | 10号線 | 巴溝・公主墳・西局方面       |

## 駅周辺
- 北京市八一学校（中国語版）
- 北京市海淀区教育科学研究院
- 北京市海淀区婦幼保健院
- 北京市海淀区城管監察大隊海淀分隊
- 中国人民大学（北校区）
- 北京市信息管理学校

## 隣の駅
北京地下鉄
 10号線
巴溝駅 - 蘇州街駅 - 海淀黄荘駅